# Jean-Claude Boulanger

Wappen

Jean-Claude Ézechiel Jean-Baptiste Boulanger (* 1. März 1945 in Journy, Département Pas-de-Calais, Frankreich) ist ein französischer Geistlicher und emeritierter römisch-katholischer Bischof von Bayeux.

## Leben
Jean-Claude Boulanger empfing am 25. Juni 1972 die Priesterweihe für das Bistum Arras.
Papst Johannes Paul II. ernannte ihn am 16. Oktober 2001 zum Koadjutorbischof von Sées. Die Bischofsweihe spendete ihm der Bischof von Arras, Jean-Paul Jaeger, am 2. Dezember desselben Jahres; Mitkonsekratoren waren Yves-Maria Guy Dubigeon, Bischof von Sées, und Henri Derouet, emeritierter Bischof von Arras. Mit der Emeritierung Yves-Maria Dubigeons am 25. April 2002 folgte er diesem im Amt des Bischofs von Sées nach.
Papst Benedikt XVI. ernannte ihn am 12. März 2010 zum Bischof von Bayeux. Am 27. Juni 2020 nahm Papst Franziskus seinen altersbedingten Rücktritt an.